# Longyang hu
Longyang hu är en sjö i Kina. Den ligger i provinsen Hubei, i den centrala delen av landet, nära eller i provinshuvudstaden Wuhan. Den ligger vid sjön Moshui Lake. Runt Longyang Lake är det i huvudsak tätbebyggt.